# Rachel De Basso
Rachel De Basso, ogift Melle, född 3 februari 1978 i Huskvarna församling i Jönköpings län, är en svensk medicinsk forskare (medicine doktor, PhD) och politiker.
Rachel De Basso studerade kemiteknik i ett år på Kungliga Tekniska Högskolan i Stockholm för att därefter påbörja utbildning till biomedicinsk analytiker vid Örebro universitet. Under andra terminen bytte hon utbildningsort och avlade examen vid Hälsohögskolan i Jönköping 2001. Därefter anställdes hon vid avdelningen för klinisk fysiologi på Länssjukhuset Ryhov. Hon arbetade heltid och läste masterexamen inom medicinsk vetenskap på distans vid Uppsala universitet. Därefter blev hon doktorand vid Linköpings universitet och disputerade för medicine doktorsexamen vid Institutionen för medicin och hälsa i ämnet fysiologi med avhandlingen Influence of Genetics and Mechanical Properties on Large Arteries in Man 2013.
2014 blev hon universitetslektor vid Hälsohögskolan i Jönköping, Jönköping University samt ämnesföreträdare för biomedicinsk laboratorievetenskap med inriktning klinisk fysiologi. Sedan valrörelsen 2018 är Rachel De Basso tjänstledig från Jönköping University, men är fortfarande forskningsaktiv. Hennes forskning fokuserar på varför en del män drabbas av en sjuklig vidgning av stora kroppspulsådern. Det finns en stark genetisk koppling till att en sjuklig vidgning av stora kroppspulsådern uppstår och därför är hennes forskning även inriktad på släktingar till patienter som har en sjuklig vidgning på sin stora kroppspulsåder. 
Mellan oktober och december 2018 var hon andre vice ordförande i Region Jönköpings län. Från den 1 januari 2019 till 31 december 2022 var hon regionråd med ansvar för hälso- och sjukvård, tandvård och personalfrågor inom Region Jönköpings län. Sedan den 1 januari 2023 är Rachel De Basso regionstyrelsens ordförande i Region Jönköpings län och mellan 15 maj 2023 till sista maj 2024 var hon ordförande i SKR:s Sjukvårdsdelegation. Därefter är hon ersättare i Sjukvårdsdelegationen. 
Rachel De Basso är gift med EU-parlamentarikern Ilan De Basso.